# Aequidens paloemeuensis
Aequidens paloemeuensis är en fiskart som beskrevs av Kullander och Nijssen, 1989. Aequidens paloemeuensis ingår i släktet Aequidens och familjen Cichlidae. Inga underarter finns listade i Catalogue of Life.